# Authentik (web-série)
Pour les articles homonymes, voir Authentik (homonymie), Authentik, Authentik Remix et Authentik (album).
 (novembre 2018).
Si vous disposez d'ouvrages ou d'articles de référence ou si vous connaissez des sites web de qualité traitant du thème abordé ici, merci de compléter l'article en donnant les références utiles à sa vérifiabilité et en les liant à la section « Notes et références ».
Authentik est une websérie française écrite, réalisée, montée et produite par Anthony Lemaitre et diffusée sur YouTube entre 2013 et 2018.
Elle raconte avec humour les aventures de Ben, un jeune de banlieue, aussi immature qu'insouciant.
Authentik remporte entre autres le prix de la meilleure webfiction 2014 au Festival de la fiction TV de La Rochelle 2014 et le prix de l'originalité 2015 de l'Académie SACD-Youtube.
Un spin-off, centré sur le personnage de Marc, "Marc va pécho" a également vu le jour.

## Distribution
- Anthony Lemaitre : Ben
- Halima Slimani : Nawel, la copine de Ben
- Alexandra Simon : La Puma
- Jean Fornerod : Marc, le mari de la puma
- Jamel Elgharbi : Gros Moussa
- Mehdi Djaoud : Dassoun, le frère de Nawel
- Laura Segré      : Karine, l'ex de Dassoun
- Frederic Imberty : Monsieur Culioli
- Benjamin Baclet : Paul, le cousin de Ben
- Anaïs Parello : Alma, la sœur de Ben
- Simon Dubreucq : Le DRH

## Liste des épisodes
Saison 1
1. Puma
2. Karine
3. Puma II
4. Marc
5. Nawel
6. Puma III
7. Nawel II
8. Moussa
9. Nawel III
10. Marc II
11. Culioli
12. Marc III
13. Dassoun
14. Marc IV
15. Nawel IV
16. Moussa II
17. Paul
18. Marc V
19. Moussa III
20. Ben

Saison 2
1. Nawel V
2. Alma
3. Moussa IV
4. Nawel VI
5. Marc VI
6. Nawel VII
7. Culioli II
8. Noël

Marc va pécho - Saison 1
1. Le Profil
2. L'Approche
3. L'Horoscope
4. L'Âge
5. Le Boulot
6. Les Hobbies
7. Le Lieu de rdv
8. La Rencontre

## Récompense
- 2014 : Meilleure fiction Web au Festival de la fiction TV de La Rochelle[1].